# Confederação do Cordeiro Negro
```
   |-
       |
Erro:
:  
valor não especificado para "
nome_comum
"

   |-
       | 
Erro:
:  
valor não especificado para "
continente
"
```

A Confederação do Cordeiro Preto (em persa: قرا قویونلو; romaniz.: Kara Koyunlu ou Qara Qoyunlu; em turco: قه ره قویونلو; romaniz.: Garagoýunly) eram uma confederação  tribal xiita turcomana que governou o território incluído no que hoje é a Arménia, o Azerbaijão, Azerbaijão meridional, Irã Ocidental, Turquia oriental e Iraque de cerca de 1375 até 1468. De acordo com o turcólogo alemão Gerhard Doerfere, Aghkoyunlu e Garagoyunlu são turcomenos. É muito estranho que a palavra "turcomeno" ainda leve à confusão, eu vi em Leningrado que o nome da literatura Oguz no Iraque era Oguz "turcomeno"; Em qualquer caso, os "turquemenos" de Aq qoyunlu e Qaraqoyunlu são oguzes. Jeã Xá, o governante das Ovelhas Negras, escreveu poemas em turco.
Como do governo dos turcomanos Qaraqoyunlu e Aqqoyunlu na região, muitas tribos turcomanas se mudaram para lá, e o restante delas estabeleceu o estado safávida no Irã.  Parte da importante herança que eles nos deram hoje é a língua oguz ou turcomano usada em certas partes da Gunchicã Anatólia - principalmente em Eder e Carse - ora chamada de lingua oguzes.

## O estabelecimento da confederação
A confederação surgiu dos elementos turcomenos empurrados para o leste pelas invasões mongóis.  A família reinante pertencia ao clã oguz Ivä.
Os cordeiros negros estabeleceram sua capital em Herate, na Pérsia oriental. O segundo representante da dinastia, Cara Maomé Tumerixe, tornou-se vassalo da Sultanato Jalaírida de Bagdá e Tabriz. Ele governou Mosul. Seu filho, Cara Iúçufe, acabou se rebelando contra os jalaíridas e conquistou a independência da dinastia graças à conquista de Tabriz. O núcleo de seu poder estava nos territórios ao norte dos lagos Vã e Úrmia, de onde eles estenderam seus domínios para o Azerbaijão e parte da Anatólia oriental.
Em 1400, os exércitos do Emir Tamerlão derrotaram os cordeiros negros, e Cara Iúçufe fugiu para o Egito para buscar refúgio com os mamelucos, reuniu um exército em 1406 tinha recuperado Tabriz.  Depois disso, a confederação se dedicou principalmente ao enfrentamento de seus rivais, a Confederação do Cordeiro Branco, com centro em Diarbaquir-, os georgianos, xás de Xirvã no Cáucaso e seus soberanos teóricos, os Timúridas da Pérsia ocidental.
Em 1410, os cordeiros negros capturaram Bagdá. O estabelecimento de uma sucursal da dinastia da Confederação nesta cidade acelerou a queda dos jalaíridas, e serviu no passado. Apesar das lutas internas entre os descendentes de Cara Iúçufe, após sua morte, em 1420 e a crescente ameaça dos Timúridas, os cordeiros negros, firmemente influenciou sobre as regiões que controlavam.
O estabelecimento da confederação na Pérsia oriental e Iraque, favorecida pela população turcomana na região, acabou transformando o Azerbaijão em culturalmente turco, e marcou o fim do domínio iljânida e mostrou a incapacidade dos timúridas a dominarem essas áreas.

## Jeã Xáe o fim da confederação
Embora Jeã Xá tenha assinado a paz com o timúrida Xaruque Mirza, o pacto era efêmero. Quando Xaruque morreu em 1447, os cordeiros negros anexaram parte do Iraque, a costa oriental da Península Arábica e o Irã oriental, até então controlados pelos timúridas.
Embora o território controlado pela Confederação tenha crescido consideravelmente durante sua administração, o reinado do Xá Jeã estava cheio de tribulações, gerados pelas transgressões de seus filhos e de conflitos com os governantes de Bagdá, que tinham a ampla autonomia-, aos que expulsou em 1464.

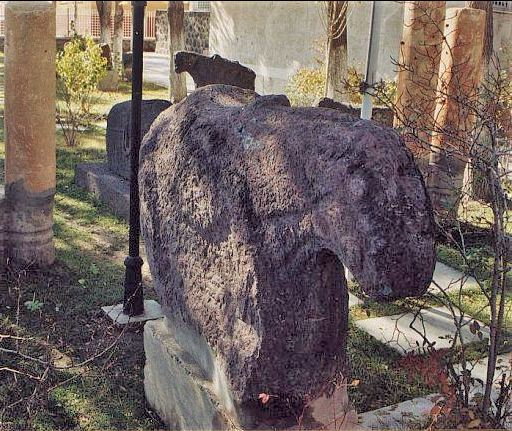
Uma estátua com uma cabeça de ovelha em Karakoyunlu, Eder

Em 1466, Jeã Xá tentou tomar Diarbaquir dos cordeiros brancos. A empresa tornou-se uma falha catastrófica que resultou na morte de Jeã Xá e no fim do controle dos Turcomenos do "Carneiro Negro" do Oriente Próximo. Em 1468, os cordeiros brancos - então em seu auge durante o reinado de Uzune Haçane (r. 1452–1478) - haviam debelado os cordeiros negros e conquistado o Iraque, o Azerbaijão e o oeste do Irã. O filho de Jeã Xá, Haçane Ali, retornou do exílio para suceder seu pai, mas, incapaz de obter a lealdade das tropas, ele foi morto em 1478, que pôs fim à dinastia.

## Lista de soberanos (bei) da confederação tribal
- Bairã Coja (r. 1374–1378);
- Cara Maomé Turemis (r. 1378–1388), sobrinho do anterior;
- Abu Nácer Cara Iúçufe (r. 1388–1399), filho do anterior;
- O emir Tamerlão invade os cordeiros negros ((1400–1405));
- Abu Nácer Cara Iúçufe (r. 1405–1420), restaurado;
- Cara Iscandar ibne  Iúçufe (r. 1420–1436), filho do anterior;
- Ispende ibne Iúçufe (r. 1420–1445), filho de Cara Iúçufe;
- Muzafaradim Jeã Xá ibne Iúçufe (r. 1438–1467), filho de Cara Iúçufe;
- Haçane Ali ibne Jeã Xá (r. 1467–1468).